# Agaue papillifera
Agaue papillifera is een mijtensoort uit de familie van de Halacaridae. De wetenschappelijke naam van de soort is voor het eerst geldig gepubliceerd in 1920 door Gimbel.